# ماثيو أتكينسون
ماثيو أتكينسون (بالإنجليزية: Matthew Atkinson)‏ مواليد 31 ديسمبر 1985 في أتلانتا، جورجيا، الولايات المتحدة، هو ممثل أمريكي بدأ مسيرته الفنية عام 2009.

## الأعمال
- البعد الآخر
- تل الشجرة الواحدة
- دروب ديد ديفا
- سي اس آي: التحقيق في موقع الجريمة
- ذا ميدل

## وصلات خارجية
- ماثيو أتكينسون على موقع IMDb (الإنجليزية)
- ماثيو أتكينسون على موقع قاعدة بيانات الفيلم (الإنجليزية)